# Paolo Roberto

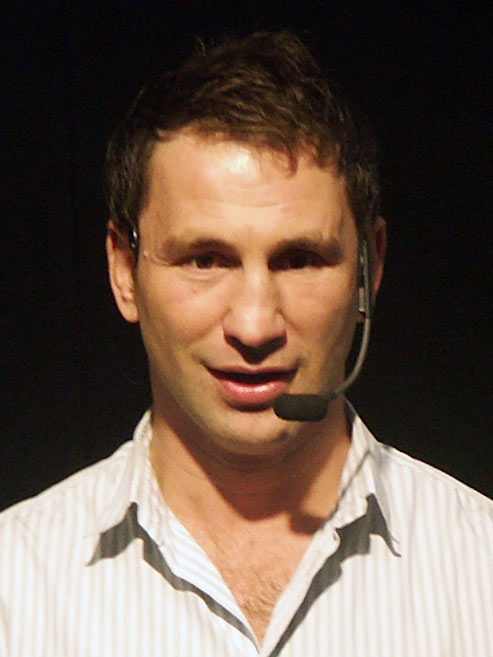
Paolo Roberto, 2008

Paolo Roberto (* 3. Februar 1969 in Upplands Väsby, Stockholms län, Schweden) ist ein schwedischer ehemaliger Profiboxer, Fernsehmoderator und Schauspieler.

## Leben

### Jugend
In seinen frühen Jahren gehörte Roberto eigenen Angaben nach einer Straßengang an und sei erst durch den Kampfsport ruhiger geworden. Bevor er mit dem Boxen anfing, trainierte er Taekwondo und Kickboxen.

### Boxkarriere
Seine Profikarriere im Boxen begann mit einem Sieg über Laszlo Molnar am 18. Dezember 1993 in Finnland. Nach vier Siegen hatte er sein erstes Unentschieden bei einem Kampf gegen John Duckworth am 7. November 1994 in London. Seine erste Niederlage folgte am 27. April 1995 gegen Dusty Miller, ebenfalls in London. Nach einigen Siegen im Mittelgewicht und im Weltergewicht konnte er sich mit dem International-Titel des World Boxing Councils im Weltergewicht am 16. November 2002 seinen ersten Titel sichern. Er besiegte dazu Raul Eduardo Bejarano nach Punkten. Mit seinem nächsten Kampf sicherte er sich zusätzlich den Inter-Continental-Titel der World Boxing Association. Sein letzter Kampf fand am 4. Oktober 2003 statt. Bei diesem verlor er seinen WBO-Titel gegen Sebastian Andres Lujan nach KO in der zweiten Runde. Insgesamt gewann er 28 seiner 33 Profikämpfe, davon 13 durch KO.

### Nach seiner Boxkarriere
Bei der Wahl zum Schwedischen Reichstag 2002 kandidierte er für die Sozialdemokraten, konnte aber keinen Sitz erringen.
In Deutschland wurde Roberto durch sein Mitwirken in Stieg Larssons Roman Verdammnis von 2006 bekannt. Er spielte sich dann selbst im gleichnamigen Film von 2009. Bereits 1997 trat er in einer Hauptrolle im schwedischen Streetfight-Film 9 millimeter auf, der in Deutschland lediglich als Double-Feature mit Im Mond des Jägers veröffentlicht wurde.
2006 nahm er an der schwedischen Version von Dancing Stars teil, schied jedoch in der vierten Folge wieder aus. Ab 2007 wurde er beim Sender TV 4 aktiv, wo er Sport-Kommentator und Moderator wurde, zur gleichen Zeit erschienen Sachbücher zu den Themen Gesundheit und Ernährung von ihm. 2008 moderierte er eine eigene Kochsendung.
2020 wurde er mit einer Prostituierten erwischt; dies stellt nach der Schwedischen Rechtslage eine Straftat dar und bedeutet für Roberto einen immensen Imageverlust, in der Folge wurden alle seine Fernseh- und Buch-Verträge gekündigt, die Bücher aus dem Handel genommen.
Roberto ist verheiratet und hat einen Sohn (* 2004) sowie eine Tochter (* 2007).

## Liste der Profikämpfe
| 28 Siege (13 K.o.-Siege), 4 Niederlagen (3 K.o.-Niederlagen), 1 Unentschieden |               |                                                                               |                         |                                              |
| Jahr                                                                          | Tag           | Ort                                                                           | Gegner                  | Ergebnis für Roberto                         |
| 1993                                                                          | 18. Dezember  | Turku, Finnland                                                               | Laszlo Molnar           | Sieg / TKO 2. Runde                          |
| 1994                                                                          | 27. Februar   | Budapest, Ungarn                                                              | Zoltan Dano             | Punktsieg / 4 Runden                         |
| 1994                                                                          | 2. Juni       | Tooting, London, Vereinigtes Königreich                                       | John Hughes             | Sieg / TKO 1. Runde                          |
| 1994                                                                          | 29. September | York Hall, Bethnal Green, London, Vereinigtes Königreich                      | Roy Dehara              | Sieg / KO 1. Runde                           |
| 1994                                                                          | 7. November   | Piccadilly, London, Vereinigtes Königreich                                    | John Duckworth          | Unentschieden / 6 Runden                     |
| 1995                                                                          | 27. April     | York Hall, Bethnal Green, London, Vereinigtes Königreich                      | Dusty Miller            | Niederlage / TKO 2. Runde                    |
| 1995                                                                          | 21. September | Town Hall, Battersea, London, Vereinigtes Königreich                          | Ernie Loveridge         | Punktsieg / 4 Runden                         |
| 1995                                                                          | 29. November  | Elephant & Castle Centre, Southwark, London, Vereinigtes Königreich           | Carl Winstone           | Punktsieg / 4 Runden                         |
| 1996                                                                          | 16. Juni      | Walsleben, Brandenburg, Deutschland                                           | Josef Presinsky         | Punktsieg (einstimmig) / 6 Runden            |
| 1996                                                                          | 19. Oktober   | Le Caire, Alpes-de-Haute-Provence, Frankreich                                 | Habib Ben Salah         | Sieg / TKO 5. Runde                          |
| 1997                                                                          | 24. Januar    | Brondby hallen, Kopenhagen, Dänemark                                          | Paul King               | Punktsieg / 6 Runden                         |
| 1997                                                                          | 5. Juli       | Kelvin Hall, Glasgow, Schottland, Vereinigtes Königreich                      | Steve Goodwin           | Punktsieg / 6 Runden                         |
| 1997                                                                          | 9. August     | San Gennaro Vesuviano, Campania, Italien                                      | Danny Quacoe            | Punktsieg / 8 Runden                         |
| 1997                                                                          | 4. Oktober    | Alexandra Pavilion, Muswell Hill, London, Vereinigtes Königreich              | Viktor Fesechko         | Punktsieg / 8 Runden                         |
| 1998                                                                          | 31. Januar    | Lee Valley Leisure Centre, Picketts Lock, London, Vereinigtes Königreich      | Darren Covill           | Punktsieg / 6 Runden                         |
| 1998                                                                          | 28. Februar   | Ballys Park Place Hotel Casino, Atlantic City, New Jersey, Vereinigte Staaten | Darryl Ruffin           | Punktsieg (einstimmig) / 8 Runden            |
| 1998                                                                          | 29. Mai       | Pesaro, Marche, Italien                                                       | Armando Briganti        | Punktsieg (Geteilte Entscheidung) / 8 Runden |
| 1998                                                                          | 26. September | York, Yorkshire, Vereinigtes Königreich                                       | Djemal Mehmedov         | Sieg / TKO 4. Runde                          |
| 1998                                                                          | 19. Dezember  | Everton Park Sports Centre, Liverpool, Merseyside, Vereinigtes Königreich     | David Baptiste          | Sieg / TKO 6. Runde                          |
| 1999                                                                          | 13. Februar   | Thomas & Mack Center, Las Vegas, Nevada, Vereinigte Staaten                   | Jesus Mayorga           | Punktsieg (einstimmig) / 8 Runden            |
| 1999                                                                          | 14. Mai       | La Cubierta Palazo de Toros, Leganes, Comunidad de Madrid, Spanien            | Stefan Dimitrov         | Sieg / TKO 6. Runde                          |
| 1999                                                                          | 10. September | Pabellon Europa, Leganes, Comunidad de Madrid, Spanien                        | Javier Castillejo       | Niederlage / TKO 7. Runde                    |
| 2000                                                                          | 15. April     | Preussag Arena, Hannover, Niedersachsen, Deutschland                          | Henry Hughes            | Sieg / TKO 2. Runde                          |
| 2000                                                                          | 23. Juni      | FTC Stadium, Budapest, Ungarn                                                 | Anthony Ivory           | Punktsieg / 8 Runden                         |
| 2000                                                                          | 7. Oktober    | Estrel Convention Center, Neukölln, Berlin, Deutschland                       | Edwin Murillo           | Sieg / KO 1. Runde                           |
| 2001                                                                          | 16. Juni      | Kisstadion, Budapest, Ungarn                                                  | Luiz Augusto Dos Santos | Punktsieg (Mehrheitsentscheidung) / 8 Runden |
| 2001                                                                          | 3. November   | Hansehalle, Lübeck, Schleswig-Holstein, Deutschland                           | Armand Krajnc           | Punktniederlage (einstimmig) / 12 Runden     |
| 2002                                                                          | 6. April      | Cirkusbygningen, Kopenhagen, Dänemark                                         | Ron Pasek               | Sieg / KO 3. Runde                           |
| 2002                                                                          | 15. Juni      | Gubbio, Umbria, Italien                                                       | Gyorgy Bugyik           | Sieg / TKO 2. Runde                          |
| 2002                                                                          | 30. August    | Odense Congress Center, Odense, Dänemark                                      | David Sarraille         | Sieg / TKO 2. Runde                          |
| 2002                                                                          | 16. November  | Baltic Hall, Mariehamn, Finnland                                              | Raul Eduardo Bejarano   | Punktsieg (einstimmig) / 12 Runden           |
| 2003                                                                          | 15. Februar   | Kisahalli, Helsinki, Finnland                                                 | Wayne Martell           | Sieg / TKO 10. Runde                         |
| 2003                                                                          | 4. Oktober    | Baltic Hall, Mariehamn, Finnland                                              | Sebastian Andres Lujan  | Niederlage / KO 2. Runde                     |
| Quelle: Paolo Roberto in der BoxRec-Datenbank                                 |               |                                                                               |                         |                                              |